# Jaroslav Goll
Jaroslav Goll, född 11 juli 1846, död 8 juli 1929, var en tjeckisk historiker.
Goll var professor vid tjeckiska universitetet i Prag 1885-1910, och blev känd som en framstående kännare av tjeckisk historia. Hans huvudarbeten behandlar de böhmiska bröderna Quellen und Utersuchungen zur Geschichte der böhmischen Brüder, 2 band 1879-82) och andra historiskt-kyrkohistoriska gränsproblem. Goll har även utgett källskrifter rörande Böhmens historia. 1895 grundade han tillsammans med Antonín Rezek den viktiga tidskriften Čechy časopis historický ("Tjeckisk historisk tidskrift"). Goll var även känd som poet och har utgett Basně ("dikter") 1874.